# Іїнга
Іїнга (грец. Iynx) — дочка Пана й Ехо, німфа, якій приписували магічну силу збуджувати кохання. Намагалася причарувати до себе (варіант: до Іо) Зевса, за що Гера обернула її на пташку крутиголовку.